# Den osannolika mördaren
Den osannolika mördaren är en svensk kriminal- och miniserie från 2021. Den är regisserad av Simon Kaijser och Charlotte Brändström, med manus skrivet av Wilhelm Behrman och Niklas Rockström. Serien är baserad på Thomas Petterssons bok från 2018 med samma namn, som handlar om tiden i och kring Palmemordet 1986 där det i denna version är Skandiamannen som är mördaren.
Serien har fått hård kritik av bl.a. professor emeritus i kriminologi Leif G.W. Persson och av Skandiamannens anhöriga, för att teorin saknar sakliga fakta.
Hela serien hade premiär på streamingtjänsten Netflix den 5 november 2021.

## Rollista (i urval)
| - Robert Gustafsson – Stig Engström - Eva Melander – Margareta Engström - Peter Andersson – Arne Irvell - Mikael Persbrandt – Hans Holmér - Björn Bengtsson – Thomas Pettersson - Joel Spira – Lennart Granström - Shanti Roney – Pär Häggström - Torkel Petersson – Tommy Lindström - Emil Almén – Göran Fors - Magnus Krepper – Harry Levin - Cilla Thorell – Lisbeth Palme - Peter Viitanen – Olof Palme - David Andersson – Mårten Palme - Maria Alm Norell – Irene Johansson | - Lia Boysen – Gunhild Skandiakollega - Bengt Braskered – Anders Skandiakollega - Cia Eriksson – Kvinnlig väktare Skandia - Einar Bredefeldt – Manlig väktare Skandia - Jimmy Lindström – Gösta Söderström - Johanna Wilson – Sonja Levin - Mårten Klingberg – Överstelöjtnant Tord - Fredrik Gunnarsson – Mattias Göransson, Filter - Jonas Malmsjö – Ingvar Carlsson - Niklas Falk – Sven Anér - Matti Boustedt – Christer Pettersson - Johan Rheborg – Polisutredare |